# Église de la Nativité-de-la-Sainte-Vierge de Donja Britvica
Pour les articles homonymes, voir Église de la Nativité-de-la-Sainte-Vierge.
L'église de la Nativité-de-la-Sainte-Vierge est située en Bosnie-Herzégovine, dans le village de Donja Britvica et sur le territoire de la Ville de Široki Brijeg. Elle a été construite en 2008.